# Diego La Matina
Diego La Matina (Racalmuto, 15 mars 1622 - Palerme, 17 mars 1658) est un religieux italien. Il écrit un livre condamné pour hérésie. Homme rebelle et même violent, il assassine un inquisiteur. Brûlé vif après avoir refusé de rallier l'orthodoxie catholique, il compte au nombre des martyrs de la liberté de penser.

## Un religieux turbulent
Diego La Matina entre probablement jeune dans l'ordre des Augustins, au couvent de Racalmuto. Dès 1644, alors qu'il n'est encore qu'un diacre de 22 ans, un délit non connu le conduit devant un tribunal ecclésiastique mais il est rapidement remis en liberté. Il est de nouveau traduit au tribunal de l'Inquisition :
- en 1645
- en 1646, où il est condamné à 5 ans de galères ;
- en 1647 pour avoir écrit un livre jugé hérétique. Probablement torturé, il est renvoyé aux galères.

Le 7 août 1647, il est impliqué dans une mutinerie. Arrêté et jugé une fois de plus, il est condamné en 1650 à la réclusion à perpétuité et enfermé dans une cellule du palais Chiaramonte Steri de Palerme.
Parvenu à s'enfuir en 1656, il est capturé quelques jours plus tard, sans doute près de sa ville natale, et de nouveau incarcéré.

## L'assassinat de l'inquisiteur
En prison, il tente de tuer Rafael Cottoner y de Oleza. Le 4 avril 1657, il parvient à étrangler avec ses menottes de métal Juan Lopez Cisneros, inquisiteur de Sicile qui remplace Cottoner. C'est le seul cas historiquement connu d'un inquisiteur assassiné par l'une de ses victimes.

## Procès et exécution
Diego La Matina est de nouveau traduit devant le tribunal de l'Inquisition. Il est enchaîné à une chaise pour prévenir toute tentative de violence ou d'évasion.
Condamné au bûcher, il passe sa dernière nuit entouré de théologiens qui ne peuvent le ramener à l'orthodoxie catholique. Il est brûlé vif à Palerme le 17 mars 1658.

## Postérité
Diego La Matina est surtout connu par le texte que lui consacre Leonardo Sciascia. Issu du même village, l'auteur fait de lui un personnage révolutionnaire, osant seul s'opposer à la violence de l'Inquisition.
Sous le pseudonyme de William Galt , un autre écrivain sicilien, Luigi Natoli, publie une version romancée des faits sous le titre Fra' Diego La Matina.